# Jules Férat
Jules-Descartes Férat (28. listopadu 1829, Ham – 6. června 1906, Paříž) byl francouzský malíř a ilustrátor.
Známý byl zejména svými obrazy ze života v továrnách, z prostředí těžkého průmyslu a z portrétů dělníků a jejich strojů.
Jako ilustrátor doprovodil svými kresbami řadu knih takových autorů, jako byli Eugène Sue, Thomas Mayne-Reid, Edgar Allan Poe, Victor Hugo a zejména Jules Verne. Z jeho cyklu Podivuhodné cesty, vydávaném nakladatelem Pierrem-Julesem Hetzelem ilustroval tyto romány a novely:
- Plující město (1871),
- Prorazili blokádu (1871),
- Dobrodružství tří Rusů a tří Angličanů (1872),
- Země kožešin (1873), společně s Alfredem Quesnaym de Beaurépairem
- Martin Paz (1875),
- Tajuplný ostrov (1875),
- Drama v Mexiku (1876),
- Carův kurýr (1876),
- Černé indie (1877).

Kromě toho ještě ilustroval společně s Léonem Benettem, Henrim Meyerem a Édouardem Riouem Vernovu knihu divadelních her Cesty na divadle z roku 1881.